# April Rain
April Rain – drugi studyjny album studyjny holenderskiego zespołu symfoniczno-metalowego Delain, wydany 20 marca 2009 roku przez wytwórnię płytową Roadrunner Records. Na płycie gościnnie wystąpił m.in. znany muzyk metalowy Marco Hietala, który udzielał się już w zespole na nagraniu poprzedniego albumu Lucidity.

## Lista Utworów
Opracowano na podstawie materiału źródłowego.
1. „April Rain” – 4:36
2. „Stay Forever” – 4:26
3. „Invidia” – 3:49
4. „Control the Storm” – 4:14
5. „On the Other Side” – 4:11
6. „Virtue and Vice” – 3:55
7. „Go Away” – 3:37
8. „Start Swimming” – 5:21
9. „Lost” – 3:24
10. „I'll Reach You” – 3:30
11. „Nothing Left” – 4:39

Utwory bonusowe
12. „Come Closer” Limited Edition Bonus – 4:31
13. „No Compliance” (Charlotte Only Vocals Version) – 5:09

## Twórcy
Opracowano na podstawie materiału źródłowego.
| Zespół Delain w składzie - Charlotte Wessels – śpiew - Ronald Landa – gitara, śpiew (utwory 3, 6) - Martijn Westerholt – instrumenty klawiszowe - Rob van der Loo – gitara basowa - Sander Zoer – perkusja | Gościnnie - Marco Hietala – śpiew (utwory 4, 11) - Maria Ahn – wiolonczela - Guus Eikens – gitara (utwory 4, 5, 6, 8) |